# Julio Acosta García
Julio Acosta García (San Ramón, 23 de mayo de 1872-San José, 6 de julio de 1954) fue un diplomático y político costarricense, y 24.° Presidente de la República entre 1920 y 1924.

## Datos personales
Nació en San Ramón, 23 de mayo de 1872. Fue hijo de Juan Vicente Acosta Chaves y Jesús García Zumbado. Casó en San Salvador el 16 de abril de 1910 con Elena Gallegos Rosales, salvadoreña, hija de Salvador Gallegos Valdez y Elena Rosales Ventura. Cursó estudios en el Instituto Nacional y el Colegio San Luis Gonzaga de Cartago.

## Primeros cargos públicos
Fue diputado por Alajuela de 1902 a 1906. En 1907 se le designó cónsul general de Costa Rica en El Salvador y posteriormente se le ascendió a encargado de Negocios y ministro plenipotenciario en ese mismo país. En 1915 fue nombrado Secretario de Relaciones Exteriores y carteras anexas. Fue el primer Canciller centroamericano que efectuó una gira oficial por todos los países del istmo. Se vio separado del cargo en 1917, debido al golpe militar de Federico Tinoco Granados. 
Estando exiliado en Nicaragua, se convirtió en uno de los principales líderes de los movimientos armados dirigidos a derrocar al régimen de Tinoco, lo cual le generó una inmensa popularidad en Costa Rica y lo convirtió en favorito para las elecciones de 1919.

## Presidencia (1920-1924)
Fue Presidente de la República de 1920 a 1924. Durante su administración, y contra su criterio, se emitieron las polémicas leyes de Recompensas y de Nulidades. En el ámbito internacional, se realizó la Conferencia Unionista de San José (1920), hubo un breve conflicto armado con Panamá (Guerra de Coto) y se obtuvo una importante victoria judicial contra la Gran Bretaña en el litigio arbitral fallado por el Laudo Taft, 1923.

## Cargos posteriores
Fue Segundo Designado a la Presidencia de 1932 a 1936 y Diputado por San José de 1932 a 1936 y de 1938 a 1941. De 1941 a 1942 presidió el Servicio Nacional de Electricidad y de 1942 a 1944 desempeñó el cargo de Gerente de la Caja Costarricense de Seguro Social. De 1944 a 1948 fue nuevamente Secretario de Relaciones Exteriores y carteras anexas y en esa condición le correspondió suscribir en nombre de Costa Rica la Carta de las Naciones Unidas en la Conferencia de San Francisco (1945).
En sus últimos años, debido a su quebrantada salud, se mantuvo alejado de la política. Fue declarado Benemérito de la Patria en 1954, poco antes de su fallecimiento.

## Fallecimiento
Falleció en San José, el 6 de julio de 1954 a los 82 años de edad. 
| Predecesor: Francisco Aguilar Barquero 1919-1920 (Provisional) | 24.° Presidente de Costa Rica 1920-1924 | Sucesor: Ricardo Jiménez Oreamuno 1924-1928 |